# Nashville 400 1966
Nashville 400 1966 var ett stockcarlopp ingående i Nascar Grand National Series (nuvarande Nascar Cup Series) som kördes 30 juli 1966 på den 0,5 mile (804,672 meter) långa ovalbanan Nashville Speedway i Nashville i Tennessee. Totalt avverkades 200 miles (321.869 km) fördelat på 400 varv. Banunderlaget var asfalt. Loppet vanns av Richard Petty i en Plymouth på tiden 2:47.11 körande för Petty Enterprises. Pettys snitthastighet var 71,77 mph. Han var vid målgång ensam förare på ledarvarvet, fem varv före tvåan Buck Baker. Det var Pettys 47:e vinst av totalt 200 i karriären. Prispotten uppgick till 10 360 dollar, varav 2 750 dollar gick till segraren.

## Resultat
| Plc     | Nr | Förare          | Team/ bilägare           | Konstruktör | Start | Varv | Ledda varv |
| ------- | -- | --------------- | ------------------------ | ----------- | ----- | ---- | ---------- |
| 1       | 43 | Jim Paschal     | Petty Enterprises        | Plymouth    | 1     | 400  | 400        |
| 2       | 87 | Buck Baker      | Buck Baker Racing        | Oldsmobile  | 13    | 395  | 0          |
| 3       | 2  | Bobby Allison   | J.D. Bracken             | Chevrolet   | 2     | 394  | 0          |
| 4       | 74 | Henley Gray     | Gene Black               | Ford        | 19    | 383  | 0          |
| 5       | 4  | John Sears      | DeWitt Racing            | Ford        | 14    | 383  | 0          |
| 6       | 88 | Neil Castles    | Buck Baker Racing        | Chevrolet   | 18    | 378  | 0          |
| 7       | 20 | Clyde Lynn      | Negre Racing             | Ford        | 20    | 378  | 0          |
| 8       | 97 | Coo Coo Marlin  | Gray Racing              | Ford        | 8     | 375  | 0          |
| 9       | 34 | Wendell Scott   | Scott Racing             | Ford        | 16    | 375  | 0          |
| 10      | 48 | James Hylton    | Bud Hartje               | Ford        | 9     | 352  | 0          |
| 11      | 44 | Larry Hess      | Larry Hess               | Ford        | 26    | 320  | 0          |
| 12      | 18 | Stick Elliott   | Toy Bolton               | Chevrolet   | 15    | 308  | 0          |
| 13      | 49 | G.C. Spencer    | GC Spencer Racing        | Plymouth    | 3     | 287  | 0          |
| 14      | 61 | Joel Davis      | Toy Bolton               | Chevrolet   | 27    | 268  | 0          |
| 15      | 3  | Buddy Arrington | i.u.                     | Dodge       | 21    | 262  | 0          |
| 16      | 39 | Friday Hassler  | J.H. Crawford            | Chevrolet   | 7     | 256  | 0          |
| 17      | 64 | Elmo Langley    | Langley-Woodfield Racing | Ford        | 6     | 250  | 0          |
| 18      | 38 | Wayne Smith     | Archie Smith             | Chevrolet   | 23    | 220  | 0          |
| 19      | 94 | Don Biederman   | Ron Stotten              | Chevrolet   | 25    | 214  | 0          |
| 20      | 19 | J.T. Putney     | J.T. Putney              | Chevrolet   | 11    | 171  | 0          |
| 21      | 9  | Roy Tyner       | Truett Rodgers           | Chevrolet   | 28    | 141  | 0          |
| 22      | 1  | Paul Lewis      | Paul Lewis               | Plymouth    | 4     | 100  | 0          |
| 23      | 70 | J.D. McDuffie   | McDuffie Racing          | Ford        | 24    | 54   | 0          |
| 24      | 02 | Doug Cooper     | Bob Cooper               | Plymouth    | 5     | 49   | 0          |
| 25      | 53 | Marty Robbins   | David Warren             | Ford        | 17    | 48   | 0          |
| 26      | 93 | Blackie Watt    | Harry Neal               | Ford        | 22    | 21   | 0          |
| 27      | 06 | Johnny Wynn     | John McCarthy            | Mercury     | 12    | 2    | 0          |
| 28      | 24 | Darel Dieringer | Betty Lilly              | Ford        | 10    | 0    | 0          |
| Källor: |    |                 |                          |             |       |      |            |